# Bombus tichenkoi
Bombus tichenkoi là một loài Hymenoptera trong họ Apidae. Loài này được Skorikov mô tả khoa học năm 1923.